# آقا اسماعیل جدیدالاسلام
آقا اسماعیل پیشخدمت‌باشی‌ سلام (زنده در ۱۲۹۱ قمری) از رجال دوره قاجار و پیشخدمت‌باشی سلام فتحعلی شاه، محمدشاه و ناصرالدین‌شاه قاجار بود.

## زندگینامه

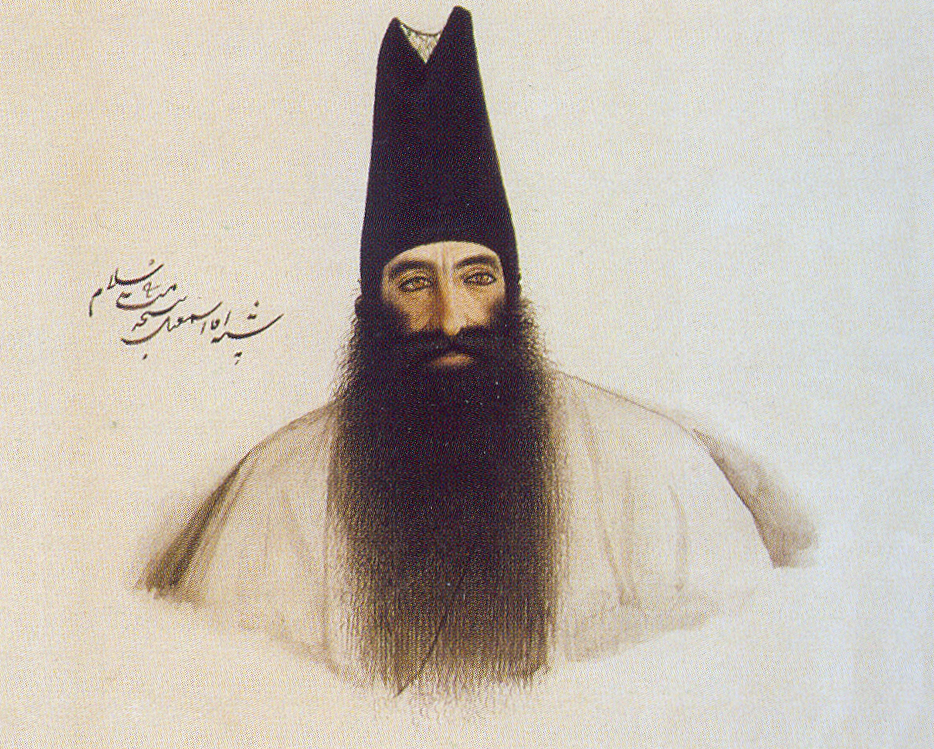
شبیه آقا اسماعیل پیشخدمت باشی سلام، اثر صنیع‌الملک

پدرش ملابابا کلیمی اصفهانی از یهودیان ایرانی ساکن اصفهان بود و از این رو آقا اسماعیل پس از داخل شدن به دربار فتحعلی‌شاه و قبول دین اسلام، به جدیدالاسلام معروف شد.

## در دربار قاجار
در دوران فتحعلی‌شاه «پیشخدمت سلام» یا رئیس تشریفات مراسم سلام شد. به این معنی که در مراسم سلام با قلیان مرصع در کنار تخت شاه می‌ایستاد و نی‌پیچ آن را به دست شاه می‌داد که گاهی به آن پکی بزند.
در سال ۱۲۴۲ قمری در جریان طغیان عبدالرضا خان یزدی مامور استرداد اموالی شد که عبدالرضا خان به زور از محمدولی میرزا غصب نموده بود و در رکاب حسنعلی میرزا شجاع‌السلطنه به یزد رفت.
در سال ۱۲۵۰ قمری که محمد میرزا (بعداً محمد شاه) از خراسان به تهران و از آن جا به آذربایجان می‌رفت، در التزام رکاب او بود.
در دوره محمدشاه رفته رفته مدارج ترقی را پیمود و ماموریت‌های مهمی به او واگذار شد؛ از جمله بردن خلعت از سوی شاه برای اردشیر میرزا حاکم مازندران، و ضبط  تسلیحات و نیروهای نظامی حسن خان سالار و انتقال آن از مشهد به اردوی محمدشاه که راهی هرات بود.
در سال ۱۲۵۷ قمری از جانب محمد شاه مامور ارسال کمربند، شمشیر مرصع، خلعت و نشان دولتی برای منوچهرخان معتمدالدوله شد که با موفقیت محمد تقی خان بختیاری و سران قبایل خوزستان را سرکوب کرده بود. او پس از توقفی کوتاه در اردوی معتمدالدوله در حوالی رودخانه شوشتر، به میان قبیله بنی‌کعب رفت و اموال محمدتقی خان و متحد او شیخ ثامر را با مقداری اسلحه و پنجاه عراده توپ و خمپاره به غنیمت گرفت و به نزد معتمدالدوله فرستاد.
او که در دوران محمدشاه و ناصرالدین‌شاه منصب پیشخدمت‌باشی داشت، در سال ۱۲۷۳ قمری به دریافت یک قطعه نشان افتخار شیر و خورشید از درجه سرهنگی نائل آمد و پس از تشکیل مجلس مصلحت خانه در سال ۱۲۷۶ قمری مامور ابلاغ احکام شاه به مجلس شد.
آقا اسماعیل به سبب صداقت و سلامت نفیس همواره مورد توجه و احترام بود و حتی مجدالملک سینکی که در رساله مجدیه تمامی درباریان ناصرالدین‌شاه را به باد انتقاد گرفته است، به شوخی کوچکی با او بسنده کرده است.
او در اواخر عمر از خدمات دولتی کناره گیری کرد. در سال ۱۲۹۰ قمری که ناصرالدین‌شاه عازم سفر فرنگستان بود در قید حیات بود و بعد برای زیارت اعتاب مقدسه به نجف و کربلا رفت. او سال بعد (۱۲۹۱ ق) وصیت‌نامه‌ای در نجف تنظیم کرده است که به موجب آن از وراث خود می‌خواهد روستای «قصبه» از توابع شهریار (امروز بخشی از شهر وحیدیه) را به عنوان رد مظالم وقف نمایند. بعد از این تاریخ خبری از او در دست نیست.

## فرزندان
آقا اسماعیل صاحب سه پسر بود: محمدحسین‌خان احتشام‌حضور، میرزا علی‌نقی‌خان حکیم‌الممالک و آقارضا اقبال‌السلطنه.